# Steve Russell (informaticien)
Pour les articles homonymes, voir Steve Russell.
Steve Russell (ou Stephen Russel) dit Slug (né en 1937) est un des programmeurs à l'origine de Spacewar! (en 1961), l'un des tout premiers jeux vidéo,,.

## Biographie
Steve Russell a créé les deux premières implémentation de Lisp pour IBM 704.